# Pierre Gougeuil
 (août 2025).
Si vous disposez d'ouvrages ou d'articles de référence ou si vous connaissez des sites web de qualité traitant du thème abordé ici, merci de compléter l'article en donnant les références utiles à sa vérifiabilité et en les liant à la section « Notes et références ».
Pierre Gougeuil est un prélat français du XIVe siècle. Il est évêque du Puy de 1326 à 1328.

## Biographie
- Augustin Chassaing, « Choix de pièces inédites relatives à l'histoire du Velay : inventaire du mobilier d'un évêque du Puy Pierre Gougeuil (1327) », Annales de la Société d'agriculture, sciences, arts et commerce du Puy,‎ 1866 (lire en ligne).
- Anne Chalandon, « Les livres du trésor de la cathédrale du Puy à la fin du Moyen Âge, d'après trois inventaires : 1407, 1410 et 1427 et liste des livres d'un évêque du Puy, Pierre Gougeuil, rédigée après son décès (6 février 1327) », Cahiers de la Haute-Loire, Le Puy-en-Velay,‎ 1995.